# 村上友梨
村上 友梨（むらかみ ゆり、1992年11月7日 - ）は、日本の女優、タレント、介護福祉士、元グラビアアイドルである。
広島県出身。かつてエープラスに所属していた。

## 略歴
2006年に地元・広島でスカウトされ、同年12月にオムニバス写真集『スクールガール6×7』でデビュー。
2009年1月、プロレス興行のハッスルによる“日本ハッスル化計画”の一環として、2008年4月から連載中のケータイ小説『ラブ&ハッスル』を舞台化した「ハッスルガールズ」で舞台女優デビュー。同年2月、ゆうばり国際ファンタスティック映画祭出展作品であるオムニバス映画『ポーラーサークル』の中の「ウィーウィルの蜜のジュース」で主演。
2009年8月、約550名の応募のなかからミスFLASH2009の準グランプリを受賞。また「第2回日本グラビアアイドル大賞」の新人賞の最終選考にも進出。
2018年12月3日発売の週刊プレイボーイ51号のラストグラビアをもって、グラビアアイドルからは卒業した。俳優業とタレント業は継続。
2021年12月31日、自身のInstagramで2021年いっぱいでエープラスを退所したこと、以降は介護の仕事を続けつつフリーランスで引き続き芸能活動することを報告した。

## 人物
- 母方の祖父がドイツ人である[10]。3歳上の姉がいる[11]。
- 特技はピアノ演奏[5]、スポーツ全般。特にバレーボールは中学3年まで9年間続けていた。
- 趣味は映画鑑賞[5]。特に好きなものは『あずみ』。
- 目標・憧れの女優は、長澤まさみ[12]。
- 三吉彩花や能年玲奈と仲が良い[13][14]。また、石橋杏奈、喜多陽子、蜂谷晏海との4人でプライベートユニット「w☆ya!」を組んでいる[15]。
- 亜細亜大学に入学して第2外国語でドイツ語を学んでいたが[10]、仕事に専念するために2014年度末をもって中退した[16]。
- 2015年9月より介護施設でアルバイトを始め[17]、ホームヘルパー2級の資格を取得。その後2019年3月に介護福祉士の資格を取得。芸能活動と介護福祉士の兼任で活動している[18]。

## 作品

### 映像作品
※タイトル太字はBD版のあるもの。
- ミスFLASH2009 村上友梨（2009年11月6日、イーネット・フロンティア）
- Pure Smile（2010年2月19日、竹書房）[19]
- シャッフル〜金田一友梨の冒険〜（2010年5月28日、リバプール）
- 僕のいもうと（2010年8月27日、リバプール）
- 萌ゆるッ 山ガール!! （2010年9月15日、関西テレビ）
- ふんわリリィ（2010年11月20日、ラインコミュニケーションズ）
- My graduation（2011年2月25日、イーネット・フロンティア）
- 9colors（2011年5月27日、リバプール）
- 微熱（2011年8月27日、晋遊舎）
- 恋果実（2011年12月15日、ラインコミュニケーションズ）
- ユリズム（2012年4月20日、竹書房）
- ゆりコレ〜Super Extra（2012年8月20日、ラインコミュニケーションズ）
- 甘い熱帯（2012年8月20日、ラインコミュニケーションズ）
- Twenty（2013年1月12日、晋遊舎）
- 旬感（2013年3月22日、イーネット・フロンティア）
- Bloom（2013年6月20日、ラインコミュニケーションズ）
- マイ・メモリーズ（2013年9月27日、竹書房）
- アイドルワン ゆりっぷる（2013年12月15日、ラインコミュニケーションズ）
- つややか（2014年3月28日、彩文館出版）
- 癒しのゆりかご（2014年6月25日、イーネットフロンティア）
- ゆりいろの夏（2014年9月25日、エアーコントロール）
- ありがとう（2015年3月20日、イーネット・フロンティア）
- 密着（2015年6月19日、竹書房）
- みすど mis*dol（2015年9月28日、M.B.D. メディアブランド）
- お待たせ♡（2016年11月24日、イーネット・フロンティア）
- さいごの願い（2017年10月20日、イーネット・フロンティア）
- めぐりあい（2018年6月21日、イーネット・フロンティア）
- エピローグ〜また逢う日まで〜（2018年11月22日、イーネット・フロンティア）

## 出演

### 舞台
- ラブ&ハッスル Girlsファイティングドラマ（2009年1月30日、新宿FACE） - 準主演・百恵 役
- アリスインプロジェクト「名探偵はじめました[20]」（2013年10月23日 - 27日、銀座みゆき館劇場） - 早瀬尊 役
- アリスインプロジェクト「おうちに帰るまでが遠足です[21]」（2014年7月9日 - 13日、池袋・シアターKASSAI） - 児玉千世 役
- アリスインプロジェクト「セブンフレンズ・セブンミニッツ[22]」（2014年12月17日 - 21日、新馬場・六行会ホール） - 城山佐紀 役
- アリスインプロジェクト「ヨルハ Ver. 1.1 [23]」（2015年5月26日 - 30日、西新宿・新宿村LIVE） - アルファ部隊 司令官 役

### 映画
- ウィーウィルの蜜のジュース（2009年2月、ポーラーサークル配給）[24] - 主演
- ハンドメイドエンジェル（2010年7月、マジカル配給） - 主演・芹沢美夏 役
- Oh!透明人間 （2010年10月、インターフィルム配給） - 主演・宮本陽子 役

### テレビドラマ
- 高校生レストラン（2011年5月7日 - 7月2日、日本テレビ） - 長江彩那 役
- 放課後はミステリーとともに 第3・4話（2012年5月7日・14日、TBS） - 南ユリナ 役
- 実在性ミリオンアーサー（2014年、tvkほか） - リーフェ 役

### バラエティ
- 日テレジェニックの穴 （2009年8月22日、9月5日[注釈 1]、日本テレビ）
- 今夜限定オープン!TV史上最強の超巨大アドベンチャーパークDOORS 2009厳冬（2009年12月28日、TBS）
- 時短生活ガイドSHOW（2010年5月5日、TBS）
- ほしーのコレクション（2010年6月5日、関西テレビ）
- 萌ゆるッ 山ガール!!（2010年8月19日、関西テレビ）
- マルさまぁ〜ず（2010年9月1日、TBS）
- 村上友梨&栗田恵美 ゆりえみ!（2011年7月11日 - 、あっ!とおどろく放送局）[25]
- ヴァンガ道（2011年10月2日 - 11月、テレビ東京）

### ラジオ
- D-NEXT（2009年7月15日、SHIBUYA-FM）

### その他
- BREAKERZ 『Winter Bell』PV
  - 2009年11月発売の7thシングル『LOVE FIGHTER 〜恋のバトル〜』カップリング曲、初回盤Bパターンに収録。
- 2013 中沢オリジナルカレンダー

## 書籍

### 写真集
- スクールガール6×7（2006年12月、アップフロントブックス） ISBN 978-4-8470-2967-7 - 82人が登場するオムニバス写真集。
- ゆりっぺ（2010年7月、音楽専科社、撮影：西田幸樹） ISBN 978-4-87279-236-2